# Javi Varas
Javier "Javi" Varas Herrera (ur. 10 września 1982 w Sewilli) – hiszpański piłkarz grający na pozycji bramkarza w Granadzie.

## Kariera
Varas dołączył do drużyny Sevilli w wieku 23 lat. Wcześniej grał w półamatorskich klubach w Andaluzji. Pierwsze trzy sezony spędził w drużynie rezerw. W 2008 zaczął trenować z pierwszą drużyną.
Po odejściu Davida Cobeño do Rayo Vallecano, Varas stał się pierwszym zmiennikiem Andrésa Palopa. W lidze zadebiutował 17 stycznia 2009 w wygranym 1–0 meczu z CD Numancia. 
Na przełomie października i listopada 2009 na skutek kontuzji Palopa, Varas zagrał w czterech kolejnych spotkaniach, puszczając tylko jednego gola – w meczu Ligi Mistrzów z VfB Stuttgart, wygranym przez Andaluzyjczyków 3–1.
W sezonie 2010/2011 o wiele częściej grał w pierwszym w składzie. Rozegrał wówczas 21 ligowych spotkań. Kolejny sezon również rozpoczął jako podstawowy bramkarz Sevilii i 12 października 2011 przedłużył kontrakt z klubem do 2015 roku.
W 2012 roku Varas został wypożyczony do Celty Vigo. W 2014 roku został zawodnikiem klubu Real Valladolid.